# The Rotters’ Club
The Rotters' Club — второй студийный альбом группы кентерберийской сцены Hatfield and the North, изданный в 1975 году.

## Характеристика
Альбом продолжает традиции психоделического джаз-рока первого альбома группы с ведущей ролью клавишных партий Дейва Стюарта. Наиболее заметной композицией стала 20-минутная «Mumps» Стюарта.

## Признание
Альбом занимает 9 место в рейтинге лучших альбомов Кентерберийской сцены, составленном на основе оценок посетителей сайта Progarchives.com (по состоянию на апрель 2013 года).

## Список композиций
1. «Share It» (Синклер/Пайл) — 3:03

2. «Lounging There Trying» (Миллер) — 3:15

3. «(Big) John Wayne Socks Psychology on the Jaw» (Стюарт) — 0:43

4. «Chaos at the Greasy Spoon» (Синклер/Пайл) — 0:30

5. «The Yes No Interlude» (Пайл) — 7:01

6. «Fitter Stoke Has a Bath» (Пайл) — 7:33

7. «Didn’t Matter Anyway» (Синклер) — 3:33

8. «Underdub» (Миллер) — 4:02

9. «Mumps» (Стюарт) — 20:31

«Your Majesty Is Like a Cream Donut» (Quiet) 1:59
«Lumps» 12:35
«Prenut» 3:55
«Your Majesty Is Like a Cream Donut» (Loud) 1:37

### Бонус-треки, включенные в переиздание 1987 года (также включенные в сборникAfters)
1. «(Big) John Wayne Socks Psychology on the Jaw» (альбомная редакция) — 0:43
2. «Chaos at the Greasy Spoon» (альбомная редакция) — 0:20
3. «Halfway Between Heaven and Earth» (со сборника Over The Rainbow) (Синклер) — 6:07
4. «Oh, Len’s Nature!» (aka «Nan True’s Hole») (живое исполнение 1975 года) (Миллер) — 1:59
5. «Lything and Gracing» (живое исполнение 1974 года) (Миллер) — 3:58

## Состав музыкантов
- Фил Миллер — гитара
- Дэйв Стюарт — электрическое фортепиано Фендер Родес, орган Хэммонд, минимуг, синтезатор
- Ричард Синклер — бас-гитара, вокал, гитара (7)
- Пип Пайл — барабаны
- Джимми Хастингс — саксофон (5 и 9), флейта (6, 8 и 9)
- Барбара Гаскин, Аманда Парсонс и Энн Розентал — бэк-вокал (6 и 9)
- Линзи Купер — фагот (3 и 5)
- Тим Ходжкинсон — кларнет (3 и 5)
- Монт Кемпбелл — валторна (3 и 4)